# Kantatie 68
Pour les articles homonymes, voir Route 68.
La route principale 68 (en finnois : Kantatie 68) est une route principale allant de Äänekoski à Suonenjoki en Finlande.

## Description
La route principale 68 est une route nord-sud allant de Pirkanmaa à la côte de l'Ostrobotnie centrale.

## Parcours
La route parcourt les municipalités suivantes :
- Virrat
- Ähtäri
- Alajärvi
- Vimpeli
- Lappajärvi
- Evijärvi
- Pedersöre
- Pietarsaari